# Плантан
 Тази статия е за разновидността банани.  За фламанския издател вижте Кристоф Плантан.  
Плантани, зеленчукови банани – сортове банани от рода Musa, които са основна храна в много тропически райони. Обикновено не се консумират сурови, тъй като имат консистенция на нишесте, но могат да се използват в готвенето. В ботаническата употреба терминът „плантан“ се използва само за конкретни африкански подгрупи с хромозоми AAB; извън тези „истински плантани“ са групите AAB, AAA, ABB или BBB. Към 2022 г. научното понятие за всички такива сортове в тези групи е Musa × paradisiaca. Бананите Fe'i (Musa × troglodytarum) от тихоокеанските острови често се консумират печени или варени и поради това понякога се наричат „планински плантани“, но те не принадлежат към нито един от видовете, от които произлизат всички съвременни сортове банани.
Бананите за готвене са важна храна в Западна и Централна Африка, Карибските острови, Централна Америка и Северна Южна Америка. Членовете на рода Musa са местни за тропическите региони на Югоизточна Азия и Океания. Бананите могат да се берат през цялата година, което ги прави надеждна храна.
Бананите за готвене се третират като скорбялни плодове със сравнително неутрален вкус и мека текстура при готвене. Могат да се консумират сурови, но най-често се приготвят пържени, варени или преработени в брашно или тесто.
 

## Поднасяне
По света, плантанът се пържи, вари, меси, суши и дори пие.

### Пържени
Специалитет в Индонезия, Керала (в Индия), Филипините, Брега на слоновата кост, Нигерия, Гана, Куба, Венецуела, Колумбия и други.
Може да се пържи на парчета, включително като чипс.

### Варени
Специалитет в Гана, Уганда, Доминиканската република и други карибски острови, Колумбия.

### Като тесто
Ползва се в Пуерто Рико, Куба и други.

## Алергии
Алергиите към плантани и банани се проявяват с типични характеристики на хранителна алергия или синдром на латексови плодове, включително сърбеж и леко подуване на устните, езика, небцето или гърлото, кожен обрив, стомашни оплаквания или анафилактичен шок. Сред повече от 1000 протеина, идентифицирани във видовете Musa като протеинови алергени.